# Diciclo

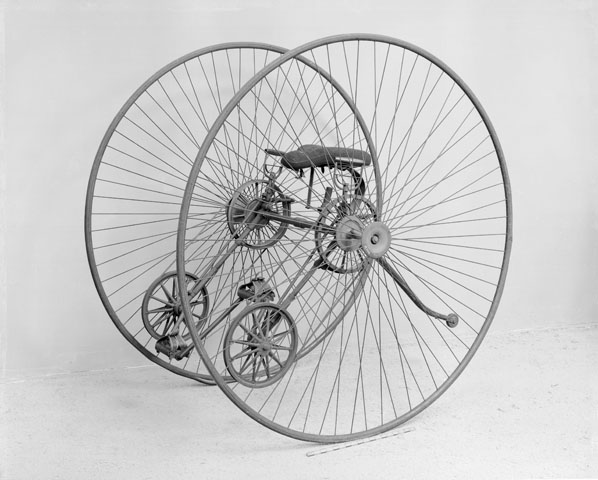
Diciclo

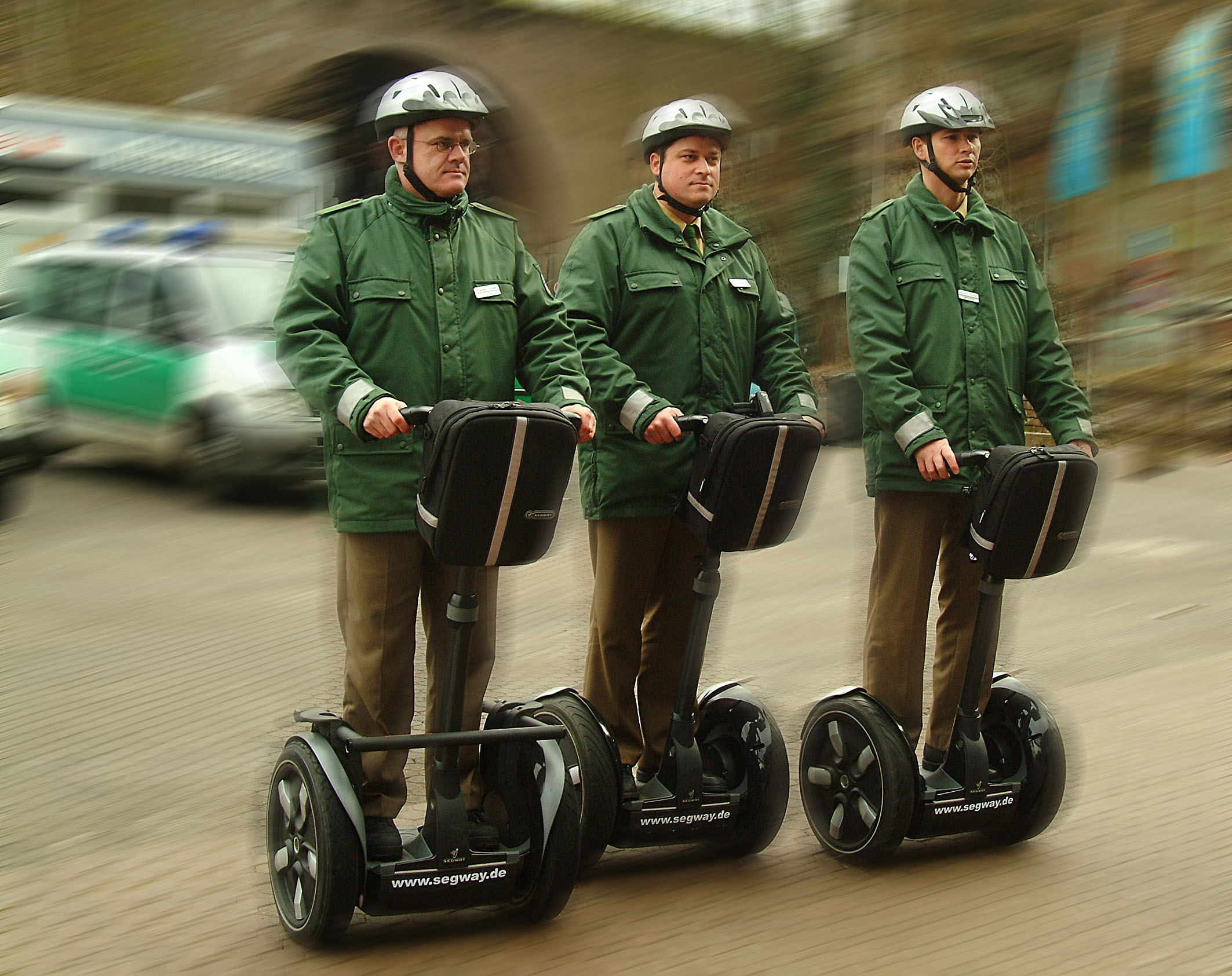
Polícias alemães em Segway PT, o mais conhecido dos diciclos

Um diciclo é um tipo de veículo com duas rodas colocadas lado a lado, ao contrário da disposição das rodas de motocicletas ou bicicletas, onde uma das rodas é colocada à frente da outra. 
A conceção do diciclo faz com que as rodas definam um espaço cilíndrico (quadro) que roda quando o veículo está em movimento. Tal como no caso dos monociclos, os diciclos apresentam problemas ao nível da oscilação desse espaço, embora isso possa ser controlado, como demonstrado no projeto EDWARD da Universidade de Adelaide, Austrália. Esse efeito ocorre quando o centro de gravidade desse espaço cilíndrico está desalinhado do ponto central do eixo das rodas. Normalmente este tipo de veículos apresenta um baixo amortecimento entre a roda e o quadro, a fim de minimizar o consumo energético durante a locomoção.  
Um exemplo de diciclo é o Segway PT, comercializado a partir de 2001. 
As equações cinéticas do veículo podem ser encontradas num artigo do projeto EDWARD